# قائمة متاحف إسرائيل

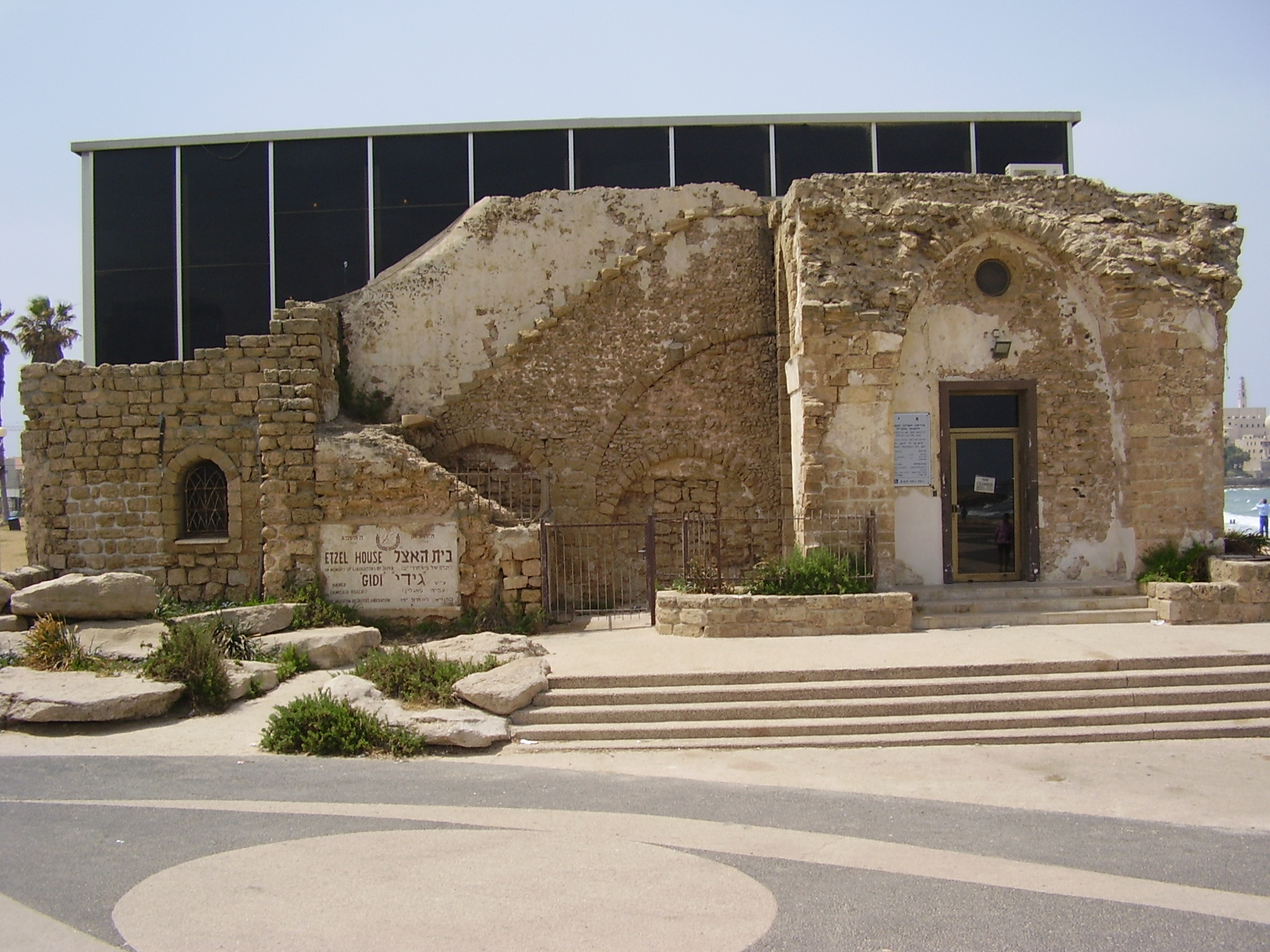

يتواجد في إسرائيل العديد من المتاحف المتخصصة وتنقسم إلى :-
- متاحف متخصصه (42)
- معارض فنية (31)
- متاحف التاريخ (30) مثل متحف إسرائيل
- متاحف فنية (21)
- متاحف الأطفال (9)
- متاحف علوم (7) مثل متحف كفار سابا , متحف بلدان الكتاب -القدس ,
- متاحف حربية (5)
- متحف التاريخ الطبيعي (4)
- مراصد وقبب فلكية (4)

1. ↑  "أفضل 10 متاحف في إسرائيل - TripAdvisor". ar.tripadvisor.com. مؤرشف من الأصل في 2019-04-13. اطلع عليه بتاريخ 2019-01-06.
2. ↑  "The Negev museum of art | Homepage". www.negev-museum.org.il. مؤرشف من الأصل في 2019-03-07. اطلع عليه بتاريخ 2019-01-07.